# Блок Литвина
«Блок Литвина» — центристский избирательный блок, созданный для участия в досрочных парламентских выборах на Украине в 2007. Состоит из «Народной партии Украины» (лидер — Владимир Литвин) и партии «Сильная Украина» (лидер — Сергей Тигипко).
Неожиданно для многих, Блок Литвина стал пятой политической силой после Партии регионов, БЮТ, блока «Наша Украина — Народная самооборона» и КПУ, сумевшей пройти в парламент (3,96 % голосов и 20 мест). В условиях, когда БЮТ и «Наша Украина — Народная самооборона» в сумме едва набирают необходимое парламентское большинство, Блок Литвина может выдвигать свои условия по участию в коалиционном правительстве.
В марте 2010 года фракцию Блока Литвина и некоторых депутатов фракции НУНС обвинил в развале демократической коалиции лидер фракции БЮТ Кириленко.